# Les Sept Péchés capitaux (films, 1910)
Pour les articles homonymes, voir Les Sept Péchés capitaux.
 Pour plus de détails, voir Fiche technique et Distribution
Les Sept Péchés capitaux est une série de sept films muets français réalisés par Louis Feuillade et sortis en 1910 :
- Les Sept Péchés capitaux I : L'Orgueil
- Les Sept Péchés capitaux II : L'Avarice
- Les Sept Péchés capitaux III : La Luxure
- Les Sept Péchés capitaux IV : L'Envie
- Les Sept Péchés capitaux V : La Gourmandise
- Les Sept Péchés capitaux VI : La Colère
- Les Sept Péchés capitaux VII : La Paresse